# تپه بایقوت
تپه بایقوت مربوط به سده‌های میانه دوران‌های تاریخی پس از اسلام است و در شهرستان ملکان، بخش مرکزی، دهستان گاو دول غربی، روستای بایقوت واقع شده و این اثر در تاریخ ۲۷ بهمن ۱۳۸۷ با شمارهٔ ثبت ۲۴۷۸۲ به‌عنوان یکی از آثار ملی ایران به ثبت رسیده است.